# Фестивальбар
Фестивальбар (італ. Festivalbar) — щорічний літній міжнародний пісенний фестиваль, що провадився в Італії з 1964 до 2007 року. Відрізняється від аналогічного конкурсу у Санремо тим, що проводився влітку, був пересувним та участю іноземних артистів. Серед учасників було немало зірок італійської (Лучіо Баттісті, Албано Каррізі, Роміна Павер, Умберто Тоцці, Рікардо Фольї, Піно Даніеле, Міа Мартіні, Ерос Рамаццотті, Б'яджо Антоначчі, Фабріціо Моро, Васко Россі, Тиціано Ферро та світової (Сальватор Адамо, Деміс Руссос, Глорія Гейнор, Depeche Mode, Авріл Лавін) естради.

## Історія

### Шістдесяті та сімдесяті роки
Цей фестиваль народився у 1964 від ідеї телевізійного продюсера та ведучого Вітторіо Сальветті. Передбачалось змагання між піснями, кінцевою метою якого було символічно обрати серед них найбільш приємну та найпоказнішу пісню літнього сезону.
Вимірювання симпатій публіки відбувалось через прослуховування, зафіксоване розсіяними по барах усієї Італії музичними апаратами (від цього походить і назва). Механізм був простий: до кожного пристрою був приєднаний лічильник, який фіксував скільки разів обиралася, а отже гралася пісня. Наприкінці літа, сума всіх замовлень визначала переможця.
Тому Фестивальбар мав одне фінальне преміювання, у вересні, яке починаючи з 1968 стає телевізійним вечором і транслюється до 1982 на каналі Rai 2.
"Історичним" місцем проведення цього фінального вечора була Арена ді Верона.
Цій телепередачі завдячує появлення неологізму "gettonare" [жетонувати], який вказує на спосіб виявлення своєї симпатії до пісні або виконавця вкиданням жетону у музичний апарат.

### Вісімдесяті роки
З 1983 і у подальшому, з переходом на мережі телекомпанії Mediaset, змагання змінює правила та формат, підкорюючись радше логіці телевізійного слухання та стаючи пересувним шоу, яке продовжується щотижня на новому майданчику Італії 
Деякі місця ([як стадіон Alpe Adria у Ліньяно-Сабб'ядоро) стають "традиційними", даючи притулок святу декілька років уряд.
Механізм вотування теж змінюється: "жетонування" відіграє менш значну ролю,, що спричиняється також поступовим зникненням музичних апаратів з барів у курортних місцевостях та зонах відпочинку Італії. Переможець визначається кількістю появ на радіо та телебаченні і результатами продажів.
Двадцять третій сезон Фестивальбару 1986 позначається новиною у регламенті: з'являється Festivalbar 33'  - преміювання найкращого літнього диску на 33 оберти [відповідник сучасного CD).
У ці роки постає полеміка викликана відмовою Міністерства культурних надбань (Ministero dei Beni Culturali) надати дозвіл на проведення фінального гала-концерту на історичній Арені ді Верона. Посилаючись на нормативні заборони, державний орган справді боявся шкоди, яка могла б бути спричинена важливій пам'ятці культури викликаним фестивалем величезним напливом неоднорідної публіки, 
Під час цього періоду віддалення фінальний вечір також набув пересувного характеру, розгортаючись щороку у різних місцях, але завжди історично і архітектурно у дивовижному обрамленні; тут можна згадати Площу Шахів (Piazza degli Scacchi) у Маростіці або Площу Плебісциту (Piazza del Plebiscito) у Неаполі.
Популярність, якою завжди користувався конкурс, та здобутий ним телевізійний простір [завжди значний], 
посприяли тому, що Фестивальбар став неминучим літнім місцем зустрічи з артистами.Багато виконавців завдячують своїм подальшим успіхом появі на сцені цього фестивалю, немало з них отримали на ньому спеціальну нагороду нових талантів premio Rivelazione (Премія Відкриття) [наприклад, у 2002 надзвичайно емоційний початківець Тиціано Ферро). 
Фестиваль бар також приніс фортуну багатьом своїм конферансьє:став важливим трампліном для Фіорело, який з цієї оказії увійшов у міцну та успішну артистичну спілку з Алессією Маркуцці, та для Амадеуса [обидва спочатку ді-джеї та ведучі музичних програм, але після Фестивальбару стають телеведучими та шоуменами високого ґатунку].

### Дев'яності роки
У дев'яності Фестивальбар знову коригує свій хід. Починається традиційно в кінці травня з великого свята відкриття, яке записується в один вечір, але транслюється у двох випусках. Потім продовжується протягом червня та липня у двох-трьох зустрічах на різних італійських майданах. ці вечори, не більше двох поспіль,, транслюються пізніше поділені на уривки для передавання у декількох випусках. Після паузи у серпні, у вересні в етер виходить фінал, який обов'язково записується. Інколи він передається двома частинами, але завжди одним випуском.
виконавці співають під фонограму.
Також набирає ваги програма-сателіт Anteprima Festivalbar (Попередній огляд Фестивальбару) (виходить в ефір в різний час як щоденна смуга, або одним щотижневим випуском часто опівночі або об обідню пору). Вона являє собою монтаж різних зйомок за кулісами або під час репетицій, інтерв'ю з артистами та заглиблення в місто, що приймає. Пізніше остання інформація входить до традиційної Картоліни (cartolina укр. картка, листівка), своєрідного інформаційно–рекламного телеролика, який голосом Вітторіо Сальветті знайомить з містом, що дає притулок відповідному етапові конкурсу; в етер виходить під час трансляції самого етапу.
E ці роки Фестиваль бар часто розділяв сцену з італійським відбором на Європейський Конкурс краси The Look of the Year, що ставив за мету обрати місс, яка б репрезентувала Італію у фіналі, який провадився в кінці літа. 
На кожному етапі були присутні декілька конкуренток, з яких лише одна проходила тур [перемога часто визначалась через крики та аплодисменти, якими публіка на площі виявляла своє гомінливе схвалення тій чи іншій дівчині], і так до проголошення переможниці, яке зазвичай відбувалося на фінальному святкуванні фестивалю.
У 1998, творець і довгі роки єдиний ведучій Фестивальбару, Вітторіо Сальветті помер після тривалої хвороби. У наступному році його заступив син Андреа.

### Двохтисячні роки
З 1998 фінал повертається на Арену ді Верона, чого прагнув Вітторіо Сальветті і чого добився у останньому сезоні, організатором якого він був.
У 2002 вперше відкладається спів під фонограму, і всі артисти виступають вживу.
Попри ці улагодження, що їх здавалось доброзичливо зустріла публіка та програму, яка здавалося б стабільно мала втішні рейтинги, фестиваль починає відчувати тягар своїх літ.
Обкочений механізм заплішується у сезоні 2006, коли кількість прослуховувань зменшується, а цікавість публіки слабшає. Продюсери перекладають вину за беззаперечну невдачу на тогорічний Чемпіонат світу з футболу [виграний Італією],трансляція матчів якого неминуче збігається з ефірами фестивалю.
"Обмовники" ж націлюють палець на тріо непідготовлених та погано дібраних конферансьє (Mago Forest - Cristina Chiabotto - Ilary Blasi), та проти самої формули шоу, засуджуючи її як старомодну і мало уважну до реальних смаків публіки, натомість орієнтовану на закони маркетингу, а через це керовану фірмами звукозапису, які пропонують власних виконавців.
Сезон 2007 зменшує кількість етапів, зачіпаючи лише два міста - Мілан для початкового шоу, та Катанію, - поза фіналу у Вероні. Щоб продемонструвати хід в ногу з часом, конкурс підключає також інтернет та web, між іншим задля "вимірювання" популярності у публіки.
Відкривається блог на MySpace (http://myspace.com/festivalbarofficial [Архівовано 19 червня 2011 у Wayback Machine.]), в якому користувачі можуть безпосередньо вести діалог з командою фестивалю та переглядати контент, що складається з ексклюзивних аудіо та відео (передусім інтерв'ю та зйомки за кулісами). Також започатковується Премія Діджитал [premio Digital], яка присуджується твору, що найчастіше обирався та завантажувався віртуальними мандрівниками; її отримує Tokio Hotel з піснею Monsoon.
Фестивальбар 2008, спочатку оголошений з Тео Маммукарі та Лючіллою Аґості як ведучими, не розгорнувся через брак коштів необхідних для реалізації етапів у Падуї та Палермо Тому було вирішено також не проводити заключний етап у Вероні, щоб не спотворити конотацію літньої пересувної події, і сконцентрувати ресурси на організації сезону 2009, який однак не відбувся, давши змогу припустити, що фестиваль остаточно закрився.
Натепер ідейно його замінив конкурс Wind Music Awards.
2008 є роком, коли Фестивальбар за 44 роки свого існування вперше не з'являється на площах та у телевізійних розкладах. Однак, незважаючи на свою відсутність як офіційної програми, була опублікована традиційна збірка [compilation), яка складалась з хітів літа. З 2009 compilation також не публікується.
З двохтисячних роківу суботніх нічних розкладах каналу Rete 4 часто з'являються спеціальні програми, підготовлені авторами передачі Ieri e oggi in TV [Вчора та сьогодні на ТБ], під час яких пропонуються монтажі різних сезонів фестивалю вісімдесятих та перших років дев'яностих.
З 12 червня 2011 передача повертається до ефіру у недільний прайм-тайм цифрового каналу Mediaset Extra, з пропозицією фінальних випусків починаючи з Фестивальбару 2000.

## Хроніка змін у Фестивальбарі
- 1964: з'являється Фестивальбар як літній пісенний конкурс, що збирає всі хіти сезону.
- 1967: Фестивальбар транслюється вперше на телебаченні на другій програмі, сьогодні - Rai 2. Започатковується спеціальна премія Disco Verde [Зелений Диск].
- 1975: завдяки постійному успіху, яким користується Фестивальбар, вирішується перенести його з Альтоп'яно у Азіаго на Арену діВерона.
- 1977: перший сезон, який транслюється у кольорі.
- 1978: конкурс зі слоганом Фестивальбару 15 років. Фестивальбар твого віку; також відкривається доступ поруч з італійськими іноземним артистам
- 1983: мережа Fininvest, (сьогодні Mediaset) придбаває права на фестиваль, і відтоді конкурс транслюється на каналі Canale 5, виходячі у десяти випусках. Змінюється регламент та формат, оскільки завданням Фестивальбару стає не тільки пропонувати хорошу музику, а й відповідати цілям телекомпанії.
- 1986: започатковується Festivalbar 33' , секція конкурсу., у якій преміюється диск на 33 оберти (пізніше альбом) року.
- 1989: після шести сезонів Фестивальбару трансльованих на Canale 5, сезон 1989 переходить на Italia 1.
- 1998: після тривалої хвороби, у віці 61 року, помирає історичний патрон Фестивальбару Вітторіо Сальветті, котрий своєю особою репрезентував фестиваль.
- 1999: кермо конкурсу переходить до сина Вітторіо Сальветті Андреа.
- 2002: Андреа Сальветті дає нагоду співакам змагатися, виконуючи свої пісні вживу, без фонограми.
- 2003: завдяки величезному успіху фестивалю, CNN International, записує три спеціальних випуски з Фестивальбару.
- 2007: започатковується премія Digital за пісню, яку найчастіше завантажили через web.
- 2008: Андреа Сальветті оголошує, що сезон 2008 не відбудеться через брак економічних ресурсів, які до кінця травня були гарантовані; говорить про паузу лише у рік.
- 2009: ведуча Марія Де Філіппі припускає намір реанімувати фестиваль, але такі припущення випливають зрепліки Андреа Сальветті про роботу над сезоном 2009[2], який не відбувся.

## Сезони, ведучі, режисери та переможці
| Рік  | Премія сингли                                                                       | Премія Альбом                                 | Премія Радіо                                      | Зелений Диск                                                                                   | Італійське відкриття                   | Ведучі                                                                    | Ведучі програми «Anteprima Festivalbar»                       | Режисери          |
| 1964 | Bobby Solo — Credi a me                                                             | -                                             | -                                                 |                                                                                                | -                                      | Віторіо Сальветті                                                         | -                                                             | -                 |
| 1965 | Petula Clark — Ciao ciao                                                            | -                                             | -                                                 | -                                                                                              | -                                      | Віторіо Сальветті                                                         | -                                                             | -                 |
| 1966 | Caterina Caselli — Perdono                                                          | -                                             | -                                                 | -                                                                                              | -                                      | Віторіо Сальветті                                                         | -                                                             | Grjtzko Mascioni  |
| 1967 | Rocky Roberts — Stasera mi butto                                                    | -                                             | -                                                 | Albano — Nel sole                                                                              | -                                      | Віторіо Сальветті                                                         | -                                                             | Antonio Moretti   |
| 1968 | Adamo — Affida una lacrima al vento                                                 | -                                             | -                                                 | Лучіо Баттісті — Prigioniero del mondo                                                         | -                                      | Віторіо Сальветті                                                         | -                                                             | Antonio Moretti   |
| 1969 | Лучіо Баттісті — Acqua azzurra, acqua chiara                                        | -                                             | -                                                 | Romina Power — Acqua di mare                                                                   | -                                      | Віторіо Сальветті                                                         | -                                                             | Antonio Moretti   |
| 1970 | Лучіо Баттісті — Fiori rosa fiori di pesco                                          | -                                             | -                                                 | Christian — Firmamento                                                                         | -                                      | Віторіо Сальветті                                                         | -                                                             | Francesco Dama    |
| 1971 | Деміс Руссос — We Shall Dance                                                       | -                                             | -                                                 | -                                                                                              | -                                      | Віторіо Сальветті                                                         | -                                                             | Romolo Siena      |
| 1972 | Mia Martini — Piccolo uomo                                                          | -                                             | -                                                 | -                                                                                              | -                                      | Віторіо Сальветті                                                         | -                                                             | Peppo Sacchi      |
| 1973 | - Mia Martini — Minuetto - Марчелла Белла — Io domani                               | -                                             | -                                                 | - Ciro Dammicco — Un uomo nella vita - La Bionda — Chi?                                        |                                        | Віторіо Сальветті                                                         | -                                                             | Eugenio Giacobino |
| 1974 | Клаудіо Бальоні — E tu…                                                             | -                                             | -                                                 | -                                                                                              | -                                      | Віторіо Сальветті                                                         | -                                                             | Giancarlo Nicotra |
| 1975 | - Drupi — Due - Глорія Гейнор — Reach Out (I'll Be There)                           | -                                             | -                                                 | -                                                                                              | -                                      | Віторіо Сальветті                                                         | -                                                             | Giancarlo Nicotra |
| 1976 | Джанні Белла — Non si può morire dentro                                             | -                                             | -                                                 | Рікардо Фольї — Mondo                                                                          |                                        | Віторіо Сальветті                                                         | -                                                             | Fernanda Turvani  |
| 1977 | Umberto Tozzi — Ti amo                                                              | -                                             | -                                                 | - - Gli Opera — Stelle su di noi - Tombstones — Maledentro - El Pasador — Amada mia, amore mio |                                        | Віторіо Сальветті                                                         | -                                                             | Fernanda Turvani  |
| 1978 | - Alunni del Sole — Liù - Кейт Буш — Wuthering Heights                              | -                                             | -                                                 | - - Pino Daniele — Ca' calore - Walter Foini — Una donna, una storia                           |                                        | Віторіо Сальветті                                                         | -                                                             | Fernanda Turvani  |
| 1979 | Alan Sorrenti — Tu sei l'unica donna per me                                         | -                                             | -                                                 | Euro Cristiani — L'amore è quando non c'è più                                                  | -                                      | Віторіо Сальветті                                                         | -                                                             | Fernanda Turvani  |
| 1980 | Miguel Bosè — Olympic Games                                                         | -                                             | -                                                 | Alex Damiani — Cambierò, cambierai                                                             | -                                      | Віторіо Сальветті                                                         | -                                                             | Fernanda Turvani  |
| 1981 | Rettore — Donatella                                                                 | -                                             | -                                                 | Accademia — Il cavaliere del vento                                                             | -                                      | Віторіо Сальветті                                                         | -                                                             | Fernanda Turvani  |
| 1982 | - Лоредана Берте — Non sono una signora - Miguel Bosè — Bravi ragazzi - Ron — Anima | -                                             | -                                                 | Giuni Russo — Un'estate al mare                                                                | -                                      | Віторіо Сальветті                                                         | -                                                             | Fernanda Turvani  |
| 1983 | Vasco Rossi — Bollicine                                                             | -                                             | -                                                 | Scialpi — Rocking Rolling                                                                      | -                                      | - Claudio Cecchetto - Marina Perzy - Eleonora Brigliadori                 | -                                                             | Mario Bianchi     |
| 1984 | Джанна Нанніні — Fotoromanza                                                        | -                                             | -                                                 | - Champagne Molotov — C'è la neve - Luca Carboni — Ci stiamo sbagliando - Raf — Self Control   | -                                      | - Claudio Cecchetto - Ramona Dell'Abate                                   | -                                                             | Mario Bianchi     |
| 1985 | Righeira — L'estate sta finendo                                                     | -                                             | -                                                 | Baltimora — Tarzan Boy                                                                         | -                                      | - Claudio Cecchetto - Gabriella Carlucci - Licia Colò - Susanna Messaggio | -                                                             | Egidio Romio      |
| 1986 | Tracy Spencer — Run to Me                                                           | Ерос Рамаццотті — Nuovi eroi                  | -                                                 | - - Івана Спанья — Easy Lady - Schirone — Onde                                                 | -                                      | - Claudio Cecchetto - Susanna Messaggio - Gerry Scotti                    | -                                                             | Egidio Romio      |
| 1987 | Івана Спанья — Dance Dance Dance                                                    | Дзуккеро — Blue's                             | -                                                 | Kiki Gaida — Isole Vergini                                                                     | -                                      | - Claudio Cecchetto - Susanna Messaggio - Andrea Salvetti                 | - Claudio Cecchetto - Susanna Messaggio - Andrea Salvetti     | Egidio Romio      |
| 1988 | Scialpi e Scarlett — Pregherei                                                      | Tullio De Piscopo — Bello carico              | -                                                 | Ciao Fellini — La mia banda suona il rock                                                      | -                                      | - Gerry Scotti - Andrea Salvetti                                          | - Gerry Scotti - Andrea Salvetti                              | Egidio Romio      |
| 1989 | Raf — Ti pretendo                                                                   | Edoardo Bennato — Abbi dubbi                  | -                                                 | Ladri di biciclette — Dr. Jazz e Mr. Funk                                                      | -                                      | - Gerry Scotti - Susanna Messaggio                                        | - Gerry Scotti - Susanna Messaggio                            | Egidio Romio      |
| 1990 | Франческо Баччіні e Ladri di biciclette — Sotto questo sole                         | Ерос Рамаццотті — In ogni senso               | -                                                 | Лучіано Лігабуе — Balliamo sul mondo                                                           | -                                      | - Gerry Scotti - Susanna Messaggio                                        | - Gerry Scotti - Susanna Messaggio                            | Egidio Romio      |
| 1991 | Gino Paoli — Quattro amici                                                          | Марко Мазіні — Malinconoia                    | -                                                 | Розалінда Челентано — Quanti treni                                                             | -                                      | - Gerry Scotti - Susanna Messaggio - Sergio Vastano                       | - Linus - Federica Panicucci                                  | Egidio Romio      |
| 1992 | Luca Carboni — Mare mare                                                            | Roberto Vecchioni — Camper                    | -                                                 | -                                                                                              | -                                      | - Gerry Scotti - Linda Lorenzi                                            | - Niki Giustini - Matilde Zarcone - Бенедетта Мацціні         | Egidio Romio      |
| 1993 | Raf — Il battito animale                                                            | 883 — Nord sud ovest est                      | -                                                 | -                                                                                              | -                                      | - Claudio Cecchetto - Amadeus - Federica Panicucci - Фіорело              | - Claudio Cecchetto - Amadeus - Federica Panicucci - Fiorello | Egidio Romio      |
| 1994 | Umberto Tozzi — Io muoio di te                                                      | Miguel Bosè — Sotto il segno di Caino         | -                                                 | -                                                                                              | -                                      | - Amadeus - Federica Panicucci                                            | - Amadeus - Federica Panicucci                                | Egidio Romio      |
| 1995 | 883 — Tieni il tempo                                                                | Дзуккеро — SpiritoDiVino                      | -                                                 | -                                                                                              | -                                      | - Amadeus - Federica Panicucci - Laura Freddi                             | - Amadeus - Federica Panicucci - Laura Freddi                 | Egidio Romio      |
| 1996 | Ерос Рамаццотті — Più bella cosa                                                    | Ерос Рамаццотті — Dove c'è musica             | -                                                 | -                                                                                              | Articolo 31 — Tranqui Funky            | - Amadeus - Alessia Marcuzzi - Corona                                     | - Amadeus - Alessia Marcuzzi - Corona                         | Egidio Romio      |
| 1997 | Pino Daniele — Che male c'è                                                         | Pino Daniele — Dimmi cosa succede sulla terra | -                                                 | -                                                                                              | -                                      | - Amadeus - Alessia Marcuzzi - Simona Ventura - Elenoire Casalegno        | Elenoire Casalegno                                            | Egidio Romio      |
| 1998 | Vasco Rossi — Io no                                                                 | Vasco Rossi — Canzoni per me                  | -                                                 | -                                                                                              | Sottotono — Dimmi di sbagliato che c'è | - Фіорело - Alessia Marcuzzi                                              | - Фіорело - Alessia Marcuzzi                                  | Egidio Romio      |
| 1999 | Джованотті — Un raggio di sole                                                      | Джованотті — Lorenzo 1999 - Capo Horn         | -                                                 | -                                                                                              | Alex Britti — Mi piaci                 | - Фіорело - Alessia Marcuzzi                                              | - Фіорело - Alessia Marcuzzi                                  | Egidio Romio      |
| 2000 | Lunapop — Qualcosa di grande                                                        | Лучіано Лігабуе — Miss Mondo                  | Paola e Chiara — Vamos a bailar (esta vida nueva) | -                                                                                              | -                                      | - Фіорело - Alessia Marcuzzi                                              | - Фіорело - Alessia Marcuzzi                                  | Egidio Romio      |
| 2001 | Vasco Rossi — Ti prendo e ti porto via                                              | -                                             | Raf — Infinito                                    | -                                                                                              | Valeria Rossi — Tre parole             | - Alessia Marcuzzi - Daniele Bossari - Natasha Stefanenko                 | - Alessia Marcuzzi - Daniele Bossari - Natasha Stefanenko     | Egidio Romio      |
| 2002 | Лучіано Лігабуе — Tutti vogliono viaggiare in prima                                 | Дзуккеро — Shake                              | -                                                 | -                                                                                              | Tiziano Ferro — Rosso relativo         | - Alessia Marcuzzi - Daniele Bossari - Michelle Hunziker                  | Marco Maccarini                                               | Egidio Romio      |
| 2003 | Ерос Рамаццотті — Un'emozione per sempre                                            | Ерос Рамаццотті — 9                           | Неффа — Prima di andare via                       | -                                                                                              | Le Vibrazioni — In una notte d'estate  | - Marco Maccarini - Мішель Хунцікер                                       | Filippo Nardi                                                 | Egidio Romio      |
| 2004 | Дзуккеро — Il grande Baboomba                                                       | Б'яджо Антоначчі — Convivendo - Parte I       | -                                                 | -                                                                                              | Luca Dirisio — Calma e sangue freddo   | - Marco Maccarini - Irene Grandi                                          | Filippo Nardi                                                 | Egidio Romio      |
| 2005 | Nek — Lascia che io sia                                                             | -                                             | -                                                 | -                                                                                              | Negramaro — Estate                     | - Fabio De Luigi - Ванесса Інконтрада                                     | Jessica Polsky                                                | Egidio Romio      |
| 2006 | Лучіано Лігабуе — Happy Hour                                                        | Джанна Нанніні — Grazie                       | -                                                 | -                                                                                              | Zero Assoluto — Sei parte di me        | - Mago Forest - Cristina Chiabotto - Іларі Блазі                          | Massimiliano Varrese                                          | Egidio Romio      |
| 2007 | Negramaro — Parlami d'amore                                                         | Б'яджо Антоначчі — Vicky Love                 | Irene Grandi — Bruci la città                     | -                                                                                              | -                                      | - Enrico Silvestrin - Giulio Golia - Елізабетта Каналіс                   | Filippo Nardi                                                 | Egidio Romio      |